# Adelomyrmex biroi
Adelomyrmex biroi é uma espécie de formiga do gênero Adelomyrmex, pertencente à subfamília Myrmicinae.